# Cristache Ciolac
Cristache Ciolac (n. 17 decembrie 1870, București – d. 26 februarie 1927, București) a fost un cunoscut violonist și lăutar român, de etnie romă. Este cunoscut ca fiind unul dintre primii creatori ai folclorului orășenesc, transformând tehnica lăutarilor români după stilul său propriu de interpretare (secunda mărită lăutărească și tendința spre un stil de virtuozitate). El a reușit, prin maniera sa de interpretare, să ridice tehnica violonistică lăutărească, fiind o influență uriașă pentru stilul dezvoltat mai târziu de violoniștii Nicolae Buică și Grigoraș Dinicu.

## Biografie
S-a născut la data de 17 decembrie 1870 în București, în strada Speranței nr. 9, fiind fiul naistului Radu Ciolac și fratele violoniștilor Dănică Ciolac (ce a participat la Expoziția Universală de la Paris ca vioară a doua în orchestra lui Sava Pădureanu), Barbu Ciolac, Alexandru Ciolac și al chitaristului Fotache Ciolac zis „Prințul” (chitarist de mahala de la sfârșitul sec. XIX, compozitorul „Sârbei avocaților”). Începe să cânte în taraful tatălui său, ca vioară a doua, la nunți bucureștene, dar și în cârciumile din centrul vechi (Lipscani și Blănari).

Coperta lucrării Hora din Văleni, una dintre cele mai populare compoziții ale lui Cristache Ciolac

În 1890 își formează propriul taraf. Din același an începe să-și facă angajamente la diferite restaurante de cartier și nunți țărănești de la marginea Bucureștiului, iar din 1892 începe să fie solicitat de către localurile centrale, mai pretențioase.
În 1894 pleacă în primul său turneu în străinătate, în Belgia, revistele muzicale din România începând să scrie apreciativ despre taraful său.
Întors în București, în 1895, începe să cânte la „Berăria cooperativă” de lângă Teatrul Național, dar și la restaurantele „Elyseu”, „Continental”, „Terasa” și „Iordache” (la ultimul cunoscându-l pe violonistul Jan Kubelik, cu care leagă o strânsă prietenie).
În 1900, la Expoziția din Paris, atât Ionescu Iordache (bucătarul și patronul de la „Iordache”), cât și Cristache Ciolac reprezintă Pavilionul Românesc. În același an este invitat de președintele Franței, Emile Loubet, să cânte în grădina palatului Elysee, unde primește 2000 de franci și este decorat Ofițer de Academie.
În 1901 compune prima sa horă - „Hora din Văleni”.
În 1902 îl cunoaște pe George Enescu, acesta culegând de la el o serie de cântece populare ce îl vor inspira în compoziția „Suită sătească”, între care notabile sunt: „Hora nebună”, „Lățeasca” și „Hora miresei” (ultima fiind o variațiune pe tema folclorică, semnată de însuși Ciolac).
Printre admiratorii lui Cristache Ciolac din această perioadă se numără scriitorii Alexandru Vlahuță, Octavian Goga și Barbu Delavrancea.
Din vara lui 1902 începe să cânte la Sinaia, în parcul casei boierului Mitică. În 1911 a cântat la majoratul viitorului rege, Carol al II-lea împreună cu taraful său.
În jurul anului 1914 deține supremația tuturor lăutarilor bucureșteni, fiind aproape unanim recunoscut drept cel mai bun lăutar violonist din București. În această perioadă este ascultat de oameni ca Sarah Bernardt, Ignaz Paderewski, Robert de Flers și alții.
În 1915 îl cunoaște pe academicianul francez Jean Richepin, care îl amintește în același an în cotidianul francez „Les Annales”.
În 1916 intră în serviciul popotei Marelui Cartier General al Armatei, fiind protejat de intervenția lui George Enescu pe lângă forurile militare în privința scutirii muzicanților de linia întâi a frontului. Influențat de activitatea muzicală de pe front a lui Ciolac, Radu Rosetti începe să scrie sonete inspirate din versurile lăutărești ale violonistului. Tot acum Enescu notează o altă serie de melodii populare din repertoriul său: „Ca la Breaza”, „Sârba din căruță” și „Hora Bâzoiul” din care se va inspira pentru Sonata nr. 3 pentru pian și vioară „în caracter popular românesc”.
Pentru a doua jumătate a secolului al XIX-lea, Cristache Ciolac a reprezentat ceea ce Barbu Lăutaru fusese pentru prima jumătate a acelui secol: un simbol al muzicii noaste lăutărești.
În 1918, influențat de întâlnirea cu Ciolac, Richepin ține o conferință la Paris cu titlul „Roumaine ame”.
După 1921 se lasă de muzică din cauza unei paralizii la brațul drept, angajându-se ca inspector al pescăriilor statului.

## Decesul
Moare la data de 26 februarie 1927, ora 21, după o lungă și chinuitoare suferință. Într-un sicriu improvizat, nebărbierit, cu haină de cerșetor, a fost înmormântat în Cimitirul „Pătrunjelul” (astăzi Reînvierea), cu ajutor bănesc adunat cu talerul.

## Aprecieri
„Admirabilului nostru Ciolac, cu toată recunoștința pentru prețioasa colaborare.”—George Enescu - compozitor.
„...numai atunci, ne-am dat seama ce răsunet are în sufletul unui român cântecul jalnic al durerilor strămoșești.”—Radu D. Rosetti - scriitor.
„Să trăiești dragă Ciolac; patru milioane de oameni cântă de veacuri doina asta, și numai tu știi s'o spui și boierilor.”—Al. Vlahuță, O. Goga, B. Ș. Delavrancea

## Culegerile lui Enescu
Cele 43 de melodii notate de George Enescu de la Ciolac în 20 de pagini poartă titluri precise. Melodiile lăutărești culese constituie, în realitate, o parte din repertoriul lui Cristache moștenit de la precursorii săi. Culegerile sunt redate, în integralitate, așa cum le-a transcris Enescu după dicteul lăutarului:
| 1. Hora Săltăreață, p. 1 2. Hora Țigănească (Romneasca), p. 1 3. Sârba, p. 1 4. Hora Ploaia, p. 2 5. Cimpoiul (sârba), p. 3 6. Doina, p. 4 7. Hora, p. 5 8. Sârba, p. 5 9. Hora boierească, p. 6 10. Hora lui Chipan, p. 7 11. Lelea cu scurteica verde, p. 8 12. Hora Taci, taci, ca pământul / Să n-audă afurisitul, p. 8 13. Hora nebuna, p. 9 14. Hora Cine-a lăsat dragostea / N-ar avea parte de ea, p. 9 15. Hora cercului, p. 9 | 16. Hora Popișteanca, p. 10 17. Sârba Of! plâng!, p. 10 18. Hora clopotul, p. 11 19. Hora Șapte scări, p. 11 20. Hora Mitocanca, p. 11 21. Hora La major, p. 12 22. Hora Sol major, p. 12 23. Hora la minor, p. 12 24. Hora mi minor, p. 13 25. Hora „Mițo, fă”, p. 13 26. Sărbătorește, p. 14 27. Șapte scări, p. 14 28. Hora Ciolac-La major, p. 15 29. Hora brâulețul-la minor, p. 16 30. Lățeasca (de doi), p. 16 | 31. Ca la Breaza (de doi), p. 16 32. Hora miresei, p. 17 33. Hora Ut major, p. 17 34. Hora Din Ploiești, pân-la Gheboaia, p. 17 35. Hora la minor, p. 18 36. Sârba, p. 18 37. Țigăneasca (Ca la ușa cortului), p. 18 38. Hora Văleni a lui Ciolac, p. 18 39. Hora Ut major, p. 19 40. Sârba în căruță, p. 19 41. Hora Bâzoiul, p. 20 „re acordat la do” 42. Țigăneasca, p. 20 43. Biru' greu. Sârbă, p. 20 |

## Compoziții[19]
- Bengaline, sârbă pentru pian solo, dedicată „Dnei Marie Petrescu”, Editura C. Gebauer, București, 2 p.
- Hora din Văleni, pian solo, Editura C. Gebauer, București, 2 p. și Editura Jean Feder, București, 2 p.
- Sârba Expoziției din Paris, pian solo, Editura C. Gebauer, București
- Sârba junimiștilor, pian solo, Editura C. Gebauer, București

## Discografie
Discurile lui Cristache Ciolac au fost înregistrate la casa de discuri Pathé, între anii 1911-1921, la București.
| An   | Număr de catalog | Format                 | Piese                                           | Acompaniament              |
| 1911 | 53549 / 53552    | shellac, 25 cm, 78 RPM | Steluța (romanță) Hora lui Dobrică și Ciocârlia | orchestra Cristache Ciolac |
| 1911 | 53553 / 53554    | shellac, 25 cm, 78 RPM | Berceuse tendre Când totul e roz (vals)         | orchestra Cristache Ciolac |
| 1921 | N 71054          | shellac, 27 cm, 80 RPM | Hora ploaia Hora brâuleț                        | orchestra Cristache Ciolac |
| 1921 | N 71060          | shellac, 27 cm, 80 RPM | Mimi d’amour (vals) Vin pe brațul meu (vals)    | orchestra Cristache Ciolac |
| 1921 | N 71061          | shellac, 27 cm, 80 RPM | Hora nebună Ca la ușa cortului                  | orchestra Cristache Ciolac |